# Theganopteryx camerunensis
Theganopteryx camerunensis es una especie de cucaracha del género Theganopteryx, familia Ectobiidae.

## Distribución
Esta especie se encuentra en Guinea y Camerún.